# Regla de Hamilton
El Método de Hamilton o Método de Vinton es un método que se emplea para repartir los escaños de un Parlamento o Asamblea. Se trata de un método no proporcional, ya que dependiendo de la provincia se necesitará un número diferente de votos para obtener un escaño.

## Historia
Este método lleva el nombre de Alexander Hamilton, que fue el primer secretario del tesoro y ayudante de George Washington. Para conseguir que cada estado recibiera un número de representantes lo más cercano a su cuota, Hamilton asigna a cada estado, en una primera aproximación, la parte entera de su cuota. Luego, los escaños aún no repartidos se reparten por orden de mayor a menor a los que tienen parte decimal más grande.

## Ejemplo real
En España, para el Congreso de los Diputados es necesario repartir proporcionalmente 248 escaños entre las provincias del país, según su población (véase Asignación de escaños).
En las elecciones del 3 de marzo de 1996 el censo total de España fue de 31.955.956 habitantes con derecho a voto. El censo de votantes de Madrid era de 4.145.316. La porción representativa de Madrid es:
{\displaystyle {4.145.316 \over 31.955.956}\approx 0,1297}

Para repartir 248 escaños, a Madrid le corresponderían 0,1297×248 = 32.17 escaños.
Una vez realizada esta primera asignación, repartiríamos los escaños restantes empezando por aquellas provincias en las que la parte decimal de la división sea mayor, hasta alcanzar los 248 escaños totales.